# Gia Luật Phổ Tốc Hoàn
Gia Luật Phổ Tốc Hoàn (tiếng Trung: 耶律普速完; bính âm: Yēlǜ Pǔsùwán), em gái của Liêu Nhân Tôn Da Luật Di Liệt, là người thống trị thứ tư của Tây Liêu. Khi Liêu Nhân Tông mất năm 1163, do con trai còn nhỏ tuổi, đã di chiếu lại cho muội là Gia Luật Phổ Tốc Hoàn quyền quản lý quốc sự, cải nguyên thành Sùng Phúc (崇福), hiệu là Thừa Thiên Thái hậu.
Chồng của bà là Tiêu Đóa Lỗ Bất (蕭朵魯不), bà cùng em trai của chồng là Phác Cổ Chỉ Sa Lý tư thông, để chồng làm Đông Bình vương, sau đó giết chết ông ta. Năm Sùng Phúc thứ 14 (1177), cha của Tiêu Đóa Lỗ Bất là Phụ Oát Lý Lạt đem binh bao vây cung, bắt chết Phổ Tốc Hoàn và Phác Cổ Chỉ Sa Lý. Con trai của Liêu Nhân Tông là Gia Luật Trực Lỗ Cổ kế vị, tức Tây Liêu Mạt Đế, cải nguyên thành Thiên Hi.